# Stazione meteorologica di Tonezza del Cimone
La stazione meteorologica di Tonezza del Cimone è la stazione meteorologica di riferimento relativa alla località di Tonezza del Cimone.

## Coordinate geografiche
La stazione meteorologica si trova nell'area climatica dell'Italia nord-orientale, nel Veneto, in provincia di Vicenza, nel comune di Tonezza del Cimone, a 935 metri s.l.m. e alle coordinate geografiche 45°52′N 11°20′E.

## Dati climatologici
In base alla media trentennale di riferimento 1961-1990, la temperatura media del mese più freddo, gennaio, si attesta a -2,0 °C, quella del mese più caldo, luglio, è di +15,6 °C .
| Tonezza del Cimone | Mesi | Mesi | Mesi | Mesi | Mesi | Mesi | Mesi | Mesi | Mesi | Mesi | Mesi | Mesi | Stagioni | Stagioni | Stagioni | Stagioni | Anno |
| Tonezza del Cimone | Gen  | Feb  | Mar  | Apr  | Mag  | Giu  | Lug  | Ago  | Set  | Ott  | Nov  | Dic  | Inv      | Pri      | Est      | Aut      | Anno |
| ------------------ | ---- | ---- | ---- | ---- | ---- | ---- | ---- | ---- | ---- | ---- | ---- | ---- | -------- | -------- | -------- | -------- | ---- |
| T. max. media (°C) | 3,4  | 4,4  | 6,9  | 10,5 | 15,0 | 18,7 | 21,4 | 21,2 | 18,3 | 13,8 | 7,3  | 3,9  | 3,9      | 10,8     | 20,4     | 13,1     | 12,1 |
| T. min. media (°C) | −7,5 | −6,6 | −3,1 | 0,7  | 4,3  | 7,9  | 9,9  | 9,7  | 6,8  | 2,7  | −1,2 | −5,9 | −6,7     | 0,6      | 9,2      | 2,8      | 1,5  |